# Ralph Ayres
Ralph B. Ayres (* 28. Juni 1911 in Colorado; † 16. April 1976 in Los Angeles, Kalifornien) war ein US-amerikanischer Filmtechnikpionier und Spezialeffektkünstler, der auf der Oscarverleihung 1952 mit einem Oscar für technische Verdienste ausgezeichnet wurde.

## Leben
Ralph Ayres, einer der Filmtechnikpioniere bei Warner Bros., wurde auf der Oscarverleihung 1952 mit einem Technical Achievement Award ausgezeichnet, zusammen mit Fred Ponedel und George Brown, die ebenso bei den Warner Bros. Studios arbeiteten, „für die Schaffung eines luftbetriebenen Wassermotors, der auch bei Strömung und Sog sowie Wildwasser während mariner Sequenzen in Bewegtbildern tauglich war“ („For an air-driven water motor to provide flow, wake and white water for marine sequences in motion pictures“).
An dem SciFi-Horrorfilm Formicula von 1954, der eine Oscarnominierung in der Kategorie „Beste Spezialeffekte“ erhielt, war Ayres als Mitarbeiter von Warner Bros. beteiligt. Im Jahr 1959 lieferte er die Spezialeffekte für das Action-Drama mit Unterwasseraufnahmen Geheimkommando mit James Garner. Auch für den oscarnominierten historischen Kriminalfilm J.D., der Killer von Budd Boetticher leistete er 1960 einen Beitrag, ebenso wie für das Kriegsdrama Durchbruch auf Befehl von Samuel Fuller mit Jeff Chandler  und Ty Hardin. An Sam Peckinpahs Spätwestern The Wild Bunch – Sie kannten kein Gesetz mit William Holden und Ernest Borgnine wirkte Ayres 1969 mit. Der Western Dreckiger kleiner Billy von 1972 bildete den Abschluss seiner Karriere als Spezialeffekte-Spezialist.

## Filmografie
- 1954: Formicula (Them!)
- 1959: Geheimkommando (Up Periscope)
- 1960: J.D., der Killer (The Rise and Fall of Legs Diamond)
- 1962: Durchbruch auf Befehl (Merrill’s Marauders)
- 1964: Operation Pazifik (Ensign Pulver)
- 1965: Die tollkühnen Männer in ihren fliegenden Kisten (Those Magnificent Men in Their Flying Machines; or How I Flew From London to Paris in 25 Hours and 11 Minutes)
- 1969: The Wild Bunch – Sie kannten kein Gesetz (The Wild Bunch)
- 1972: Dreckiger kleiner Billy (Dirty Little Billy)

## Auszeichnung
Oscar für technische Verdienste
- Oscarverleihung 1952, zusammen mit Fred Ponedel und George Brown